# 2,4,6-trimetilpiridina
La 2,4,6-trimetilpiridina (o sim-collidina) è un composto eterociclico derivato dalla piridina.
A temperatura ambiente si presenta come un liquido incolore dall'odore simile a quello della piridina. È un composto infiammabile, nocivo, irritante.